# Henderson megye (Illinois)
Henderson megye az Amerikai Egyesült Államokban, azon belül Illinois államban található. Megyeszékhelye és legnagyobb városa Oquawka. Lakosainak száma 6387 fő (2020. április 1.).

## Szomszédos megyék
- Mercer megye (észak)
- Warren megye (kelet)
- McDonough megye (délkelet)
- Hancock megye (dél)
- Lee megye (délnyugat)
- Des Moines megye (nyugat)

## Népesség
A megye népességének változása:
| Lakosok száma | 7325 | 7212 | 7062 | 6990 | 6995 | 6387 |
|               | 2010 | 2011 | 2012 | 2013 | 2015 | 2020 |